# Bill Wyman
Bill Wyman, född som William George Perks Jr. den 24 oktober 1936 i Lewisham i sydöstra London, är en brittisk musiker och basist, mest känd som medlem i rockgruppen The Rolling Stones åren 1962–1992. Han bytte officiellt namn till Wyman 1964.

## Biografi
Wyman blev medlem i The Rolling Stones 1962, då han ersatte Dick Taylor, och var med på gruppens albumdebut 1964. Han är mest känd som basist, men spelade vid några tillfällen även piano. Under tiden i Rolling Stones fick Bill Wyman med en egen låt på en LP: "In Another Land" där han sjunger själv, på skivan Their Satanic Majesties Request 1967. 
Han orsakade stor skandal på 1980-talet när han tillkännagav sitt förhållande med den 34 år yngre Mandy Smith. De gifte sig 1989 och skilde sig 1991. Smith var 18 år och Wyman 52 år vid tiden för giftermålet men han hade "förälskat sig i" när henne när hon var 13 och, enligt Smith, hade de ett sexuellt förhållande med sedan hon var 14.
Efter att Bill blivit flygrädd och besviken på de andra i bandet eftersom han tyckte att han fick för lite utrymme med sina låtar på skivor samt att när han hjälpt till med stora delar av låtarna inte blivit nämnd som en av upphovsmännen till låten, lämnade Bill Wyman Rolling Stones 1993. Som ersättare anställdes 1993 Darryl Jones.
Wyman hade redan tidigare släppt några soloskivor och efter avskedet från Stones bildade han gruppen Bill Wyman's Rhythm Kings som han spelat med sedan dess. 2011 spelade han in en låt tillsammans med Rolling Stones, nämligen "Watching the River Flow" av Bob Dylan. Den spelades in i samband med en hyllningskonsert för turnéledaren och pianisten Ian Stewart.

## Diskografi

### Soloalbum
- 1974 – Monkey Grip
- 1976 – Stone Alone
- 1982 – Bill Wyman
- 1992 – Stuff

### Bill Wyman's Rhythm Kings
- 1998 – Struttin' Our Stuff
- 1999 – Anyway the Wind Blows
- 2000 – Groovin'
- 2001 – Double Bill
- 2005 – Just for a Thrill
- 2005 – Bill Wyman's Rhythm Kings Live

### Medverkar också på
- 1971 – The London Howlin' Wolf Sessions
- 1972 – Jamming with Edward
- 1984 – Willie and the Poor Boys
- 1991 – Green Ice Soundtrack
- 2001 – Poor Boy Boogie

### Har producerat
- 2001 – Bill Wyman's Blues Odyssey
- 2003 – Rude Dudes - Bill Wyman's Blues Odyssey